# Campionati mondiali di sollevamento pesi 2018 - 81 kg femminile
Le gare di sollevamento pesi della categoria fino a 81 kg femminile — pesi massimi primi — dei campionati mondiali del 2018 si sono svolte l'8 novembre 2018 ad Aşgabat presso la Weightlifting Arena dell'Aşgabat Olympic Complex.

## Programma
L'orario indicato corrisponde a quello turkmeno (UTC+05:00)
| Data            | Orario | Evento   |
| --------------- | ------ | -------- |
| 8 novembre 2018 | 14:25  | Gruppo B |
| 8 novembre 2018 | 17:25  | Gruppo A |

## Medagliate
Per ciascun esercizio, le prime tre classificate sono le seguenti:
| Esercizio | Oro             | Oro    | Argento               | Argento | Bronzo          | Bronzo |
| --------- | --------------- | ------ | --------------------- | ------- | --------------- | ------ |
| Strappo   | Lidia Valentín  | 113 kg | Raushan Meshitkhanova | 108 kg  | Dar'ja Navumava | 108 kg |
| Slancio   | Dar'ja Navumava | 137 kg | Tamara Salazar        | 137 kg  | Lidia Valentín  | 136 kg |
| Totale    | Lidia Valentín  | 249 kg | Dar'ja Navumava       | 245 kg  | Tamara Salazar  | 242 kg |

## Record
Prima di questa competizione, i record mondiali esistenti erano i seguenti:
| Record mondiale | Strappo | Mondiale standard | 127 kg | — | 1º novembre 2018 |
| Record mondiale | Slancio | Mondiale standard | 158 kg | — | 1º novembre 2018 |
| Record mondiale | Totale  | Mondiale standard | 283 kg | — | 1º novembre 2018 |

## Risultati
| Pos. | Atleta                         | Gr. | Peso atleta | Strappo (kg) | Strappo (kg) | Strappo (kg) | Strappo (kg) | Slancio (kg) | Slancio (kg) | Slancio (kg) | Slancio (kg) | Totale |
| Pos. | Atleta                         | Gr. | Peso atleta | 1            | 2            | 3            | Pos.         | 1            | 2            | 3            | Pos.         | Totale |
| ---- | ------------------------------ | --- | ----------- | ------------ | ------------ | ------------ | ------------ | ------------ | ------------ | ------------ | ------------ | ------ |
|      | Lidia Valentín (ESP)           | A   | 79.13       | 108          | 110          | 113          |              | 130          | 136          | 136          |              | 249    |
|      | Dar'ja Navumava (BLR)          | A   | 77.89       | 100          | 105          | 108          |              | 130          | 135          | 137          |              | 245    |
|      | Tamara Salazar (ECU)           | A   | 78.93       | 101          | 105          | 107          | 5            | 133          | 136          | 137          |              | 242    |
| 4    | Jenny Arthur (USA)             | A   | 78.48       | 102          | 104          | 106          | 4            | 130          | 135          | 138          | 4            | 241    |
| 5    | Dayana Chirinos (VEN)          | A   | 79.30       | 100          | 104          | 104          | 8            | 125          | 131          | 134          | 5            | 231    |
| 6    | Iryna Decha (UKR)              | A   | 76.61       | 98           | 101          | 103          | 6            | 117          | 121          | 123          | 10           | 226    |
| 7    | Anacarmen Torres (MEX)         | A   | 76.45       | 93           | 96           | 99           | 15           | 125          | 130          | 134          | 6            | 226    |
| 8    | Alejandra Garza (MEX)          | A   | 79.10       | 95           | 98           | 100          | 14           | 124          | 127          | 127          | 7            | 225    |
| 9    | Raushan Meshitkhanova (KAZ)    | B   | 79.79       | 100          | 105          | 108          |              | 115          | 115          | 120          | 16           | 223    |
| 10   | Mun Min-hee (KOR)              | A   | 76.55       | 100          | 105          | 109          | 9            | 115          | 116          | 123          | 9            | 223    |
| 11   | Siriyakorn Khaipandung (THA)   | A   | 77.10       | 97           | 101          | 103          | 7            | 117          | 120          | 123          | 13           | 221    |
| 12   | Anna Van Bellinghen (BEL)      | B   | 80.10       | 98           | 98           | 102          | 11           | 117          | 120          | 122          | 11           | 220    |
| 13   | Aýsoltan Toýçyýewa (TKM)       | B   | 79.95       | 91           | 95           | 98           | 13           | 118          | 121          | 121          | 12           | 219    |
| 14   | Tursunoy Jabborova (UZB)       | A   | 77.84       | 93           | 96           | 99           | 10           | 115          | 119          | 122          | 15           | 218    |
| 15   | Elena Cîlcic (MDA)             | B   | 76.50       | 90           | 95           | 98           | 12           | 114          | 119          | 122          | 14           | 217    |
| 16   | Dilara Narin (TUR)             | B   | 76.71       | 90           | 93           | 96           | 16           | 115          | 123          | 128          | 8            | 216    |
| 17   | Ecaterina Tretiacova (MDA)     | B   | 76.31       | 87           | 91           | 93           | 17           | 107          | 111          | 114          | 17           | 207    |
| 18   | Dilara Uçan (TUR)              | B   | 76.06       | 80           | 83           | 84           | 18           | 100          | 103          | 106          | 18           | 190    |
| 19   | Erdenebatyn Bilegsaikhan (MGL) | B   | 80.89       | 83           | 86           | 86           | 19           | 99           | 103          | 105          | 19           | 188    |
| 20   | Michaela Skleničková (CZE)     | B   | 76.99       | 77           | 80           | 83           | 21           | 98           | 102          | 105          | 20           | 185    |
| 21   | Rayen Cupid (VIN)              | B   | 76.75       | 83           | 86           | 86           | 20           | 101          | 101          | 101          | 21           | 184    |
| —    | Tat'ev Hakobyan (ARM)          | A   | 80.77       | 104          | 104          | 104          | —            | —            | —            | —            | —            | —      |